# Minkwitz (Elsteraue)

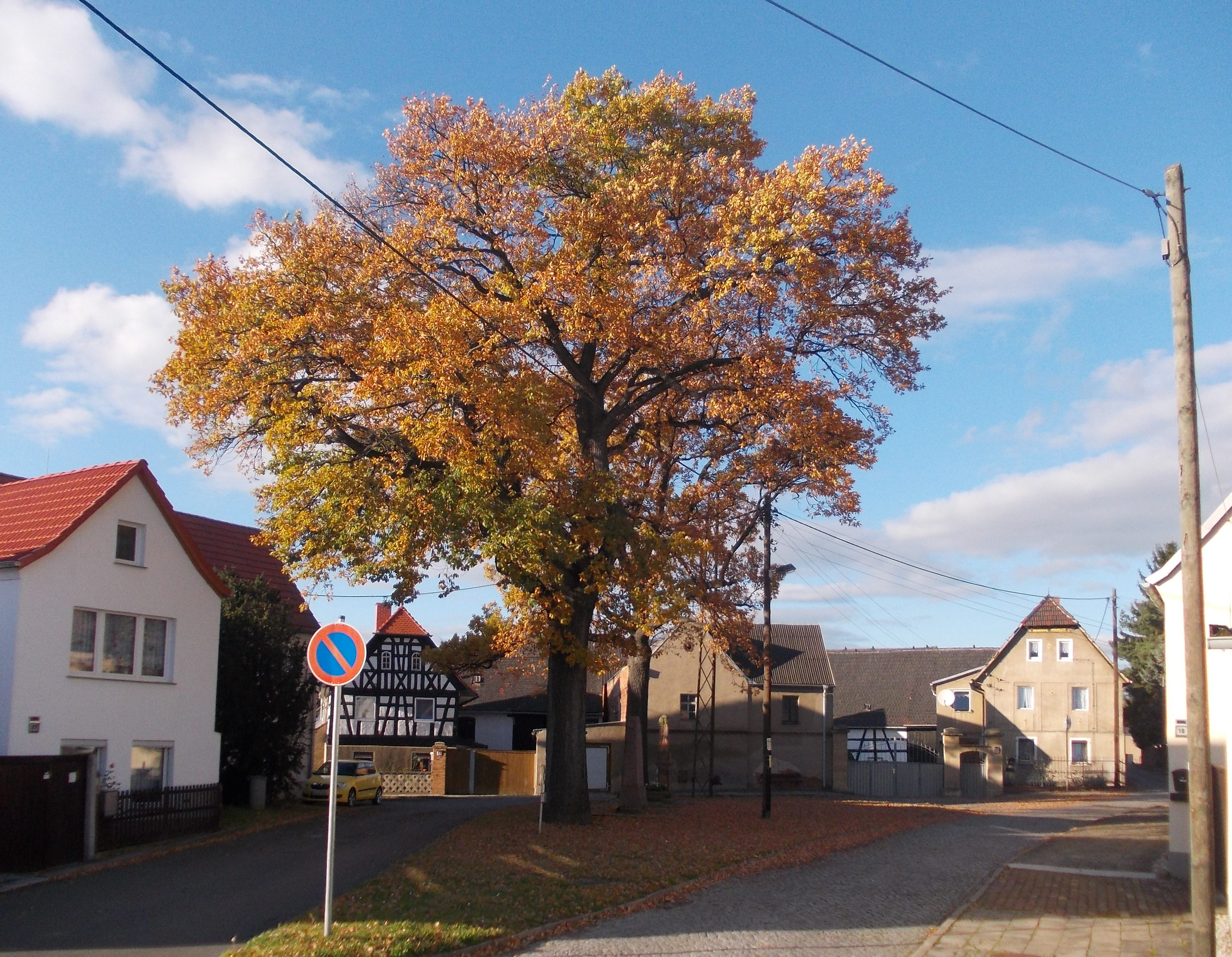
Dorfplatz in Minkwitz (2014)

Minkwitz ist seit 1950 ein Ortsteil der Ortschaft Könderitz, die zur Gemeinde Elsteraue im Burgenlandkreis des Landes Sachsen-Anhalt gehört.

## Geographische Lage
Minkwitz liegt nur wenige Meter von der Landesgrenze zwischen Sachsen-Anhalt und Sachsen entfernt, zwischen Groitzsch und Zeitz, unweit der Weißen Elster. Der nächste Ort in Sachsen ist Auligk.
Auf den um Minkwitz gelegenen fruchtbaren Böden wird seit Jahrhunderten Ackerbau betrieben. Sehr große Felder und Wiesen beherrschen diese Gegend, die geprägt ist von den flachen Landschaftsformen, wie sie in der Norddeutschen Tiefebene vorherrschend sind. Hier geht die Ebene allmählich zur Mittelgebirgsschwelle über, was an leichten Hügeln in der Umgebung erkennbar ist.
Die L 193 führt als Minkwitzer Straße durch den Ort.

## Geschichte
Die zweite Silbe des Namens des Ortsteils -witz enthält ein eingedeutschtes, ursprünglich slawisches Suffix. Es hat ursprünglich patronyme Funktion und verweist in der Regel auf den Gründer des Ortes oder zumindest eine wichtige, namensgebende Person des Ortes. In der Umgebung von Minkwitz gibt es mit Wadewitz, Traupitz usw. weitere Orte slawischen Ursprungs.
Traupitz unterstand zwei Herren. Ein Teil des Ortes gehörte zum Amt Zeitz im früheren Bistum Naumburg, aus dem das Hochstift Naumburg-Zeitz hervorging. 1657 gelangte Minkwitz an das Sekundogeniturfürstentum Sachsen-Zeitz, zu dem es bis zu dessen Auflösung im Jahre 1718 gehörte. Dann fiel es an das Kurfürstentum Sachsen zurück, das 1806 in ein Königreich umgewandelt wurde. Durch die Beschlüsse des Wiener Kongresses gelangte Minkwitz an das neugebildete Herzogtum Sachsen im Königreich Preußen und wurde in den Regierungsbezirk Merseburg integriert. Zuständig für die lokale Verwaltung war der Landkreis Zeitz.
Die bis dahin selbständige Gemeinde Minkwitz wurde am 1. Juli 1950 ein Ortsteil der Gemeinde Könderitz.
Eingepfarrt war Minkwitz wie das benachbarte Traupitz nach Auligk. Dem dortigen Oberhof Auligk unterstand auch ein Teil von Minkwitz.